# Cunoniaceae
Die Cunoniaceae, selten Cunoniagewächse genannt, sind eine Pflanzenfamilie in der Ordnung der Sauerkleeartigen (Oxalidales) innerhalb der Bedecktsamigen Pflanzen (Magnoliopsida). Die etwa 300 Arten kommen überwiegend auf der Südhalbkugel vor.

## Beschreibung

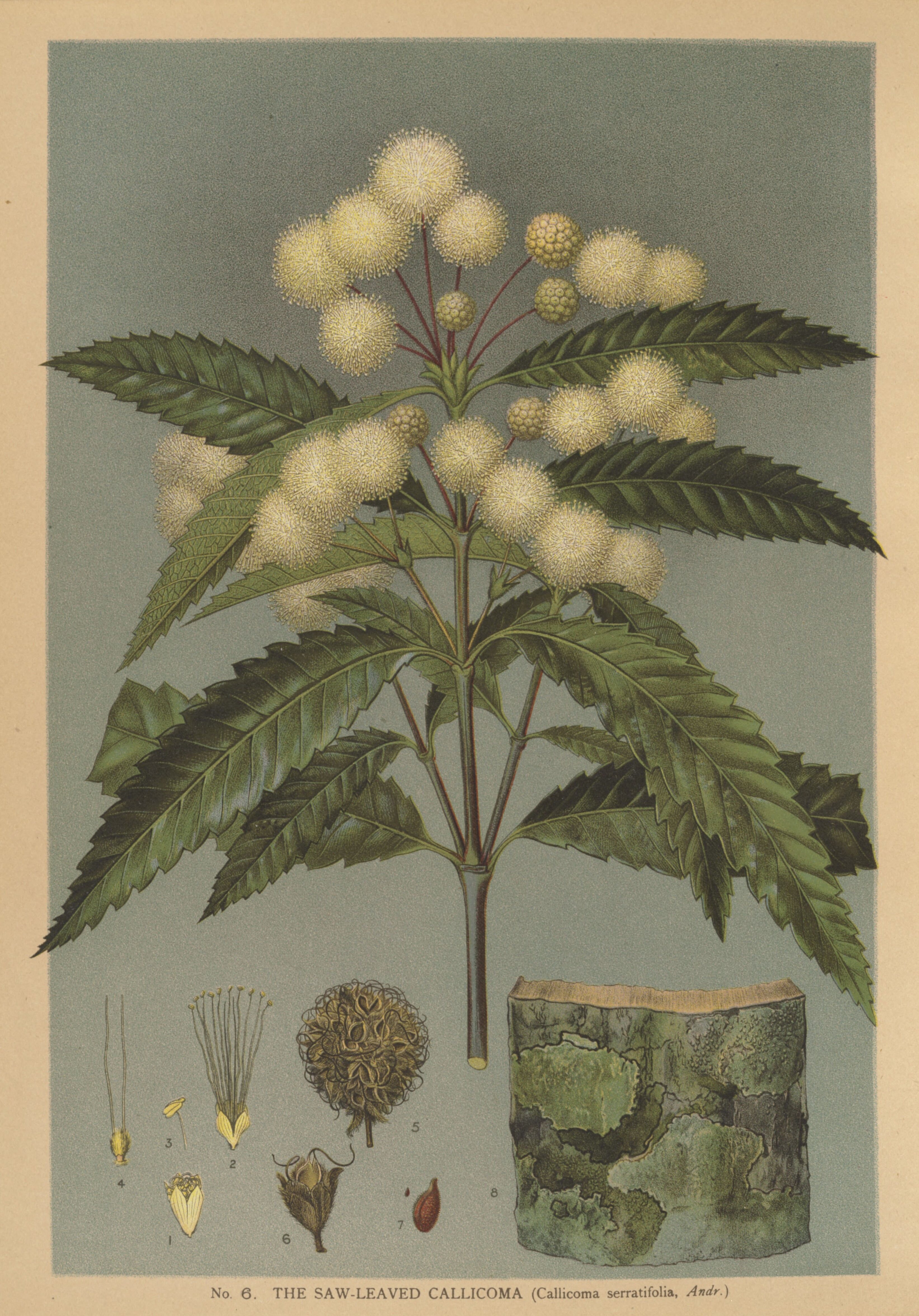
Illustration von Callicoma serratifolia

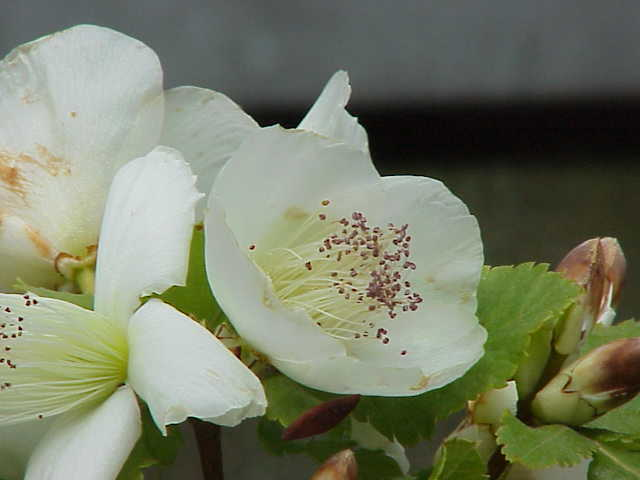
Blüten von Eucryphia glutinosa

### Erscheinungsbild und Blätter
Es sind verholzende Pflanzen: Sträucher, Bäume oder oft Lianen. Viele Arten sind immergrün.
Die gegenständig oder quirlständig angeordneten Laubblätter sind in Blattstiel und Blattspreite gegliedert. Die ledrigen Blattspreiten sind selten einfach oder meist zusammengesetzt, manchmal dreiteilig, aber meist unpaarig gefiedert. Die Blattränder sind meist gezähnt. Nebenblätter (Stipeln) sind immer vorhanden. Bei wirteliger Blattstellung sind die Stipeln benachbarter Blätter zu einem einheitlichen Gebilde verwachsen, in diesem Fall verwendet man den Begriff Interpetiolarstipeln.

### Blütenstände und Blüten
Die Blüten stehen einzeln oder ganz unterschiedliche Typen von Blütenständen: Zymen, Rispen oder Köpfen. Beispielsweise Davidsonia jerseyaqna ist kauliflor.
Die meist radiärsymmetrischen Blüten sind zwittrig oder selten eingeschlechtig. Wenn die Blüten eingeschlechtig sind, dann können die Arten diözisch (Spiraeanthemum), androdiözisch, gynodiözisch oder polygamomonözisch (Subdiözie) sein. Die Blütenhüllblätter können in Kelch- und Kronblätter gegliedert sein oder es sind nur kronblattähnliche Kelchblätter vorhanden. Es sind (drei bis) fünf (bis zehn), oder (sechs bis) zehn (bis zwanzig) Kelchblätter vorhanden (frei oder an ihrer Basis verwachsen). Wenn Kronblätter vorhanden sind dann sind es (drei bis) vier oder fünf (bis zehn) (frei oder an ihrer Basis verwachsen). Es sind ein oder zwei Staubblattkreise vorhanden mit jeweils vier oder fünf freien Staubblättern, selten sind es auch 11 bis 40 Staubblätter. Meist zwei, selten drei bis fünf, Fruchtblätter sind zu einem meist oberständigen (bei Spiraeanthemum halbunterständigen) Fruchtknoten verwachsen (synkarp), selten sind die Fruchtblätter frei (apokarp), selten ist der Fruchtknoten auch teilweise unterständig. Je Blüte sind zwei, oder drei bis fünf, freie Griffel vorhanden, entsprechend der Anzahl der Fruchtblätter.

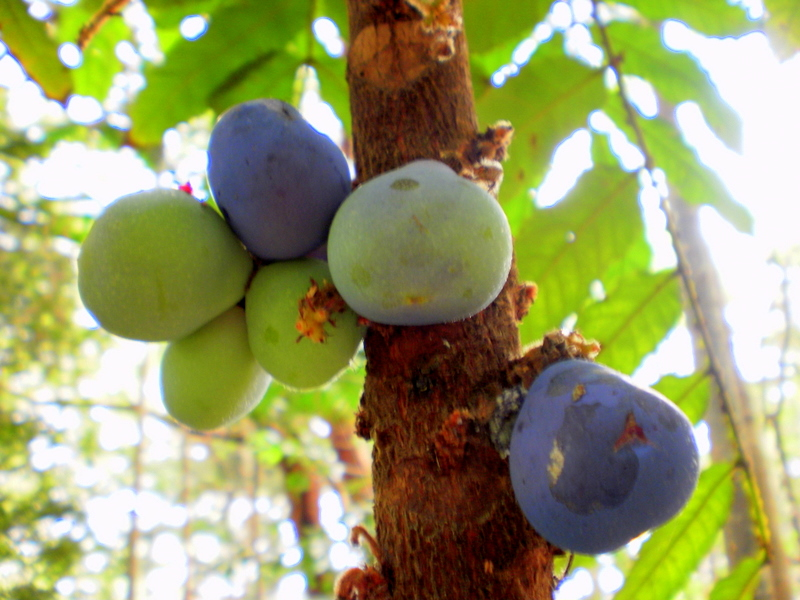
Die Früchte sitzen direkt am Stamm bei Davidsonia jerseyaqna. Sie ist kauliflor.

### Früchte und Samen
Bei den Arten mit apokarpen Fruchtblättern werden Balgfrüchte gebildet. Bei den anderen Arten sind die Früchte meist (holzige) Kapselfrüchte, manchmal Steinfrüchte oder selten Nussfrüchte.
Die kleinen Samen sind geflügelt oder ungeflügelt; sie haben ein öliges Endosperm.

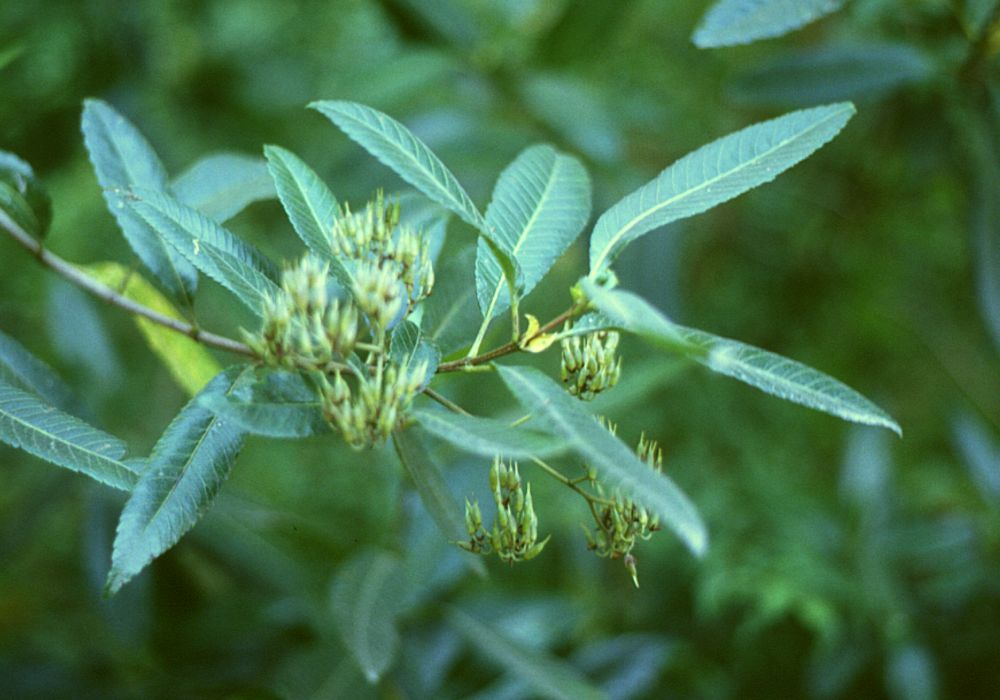
Caldcluvia paniculata

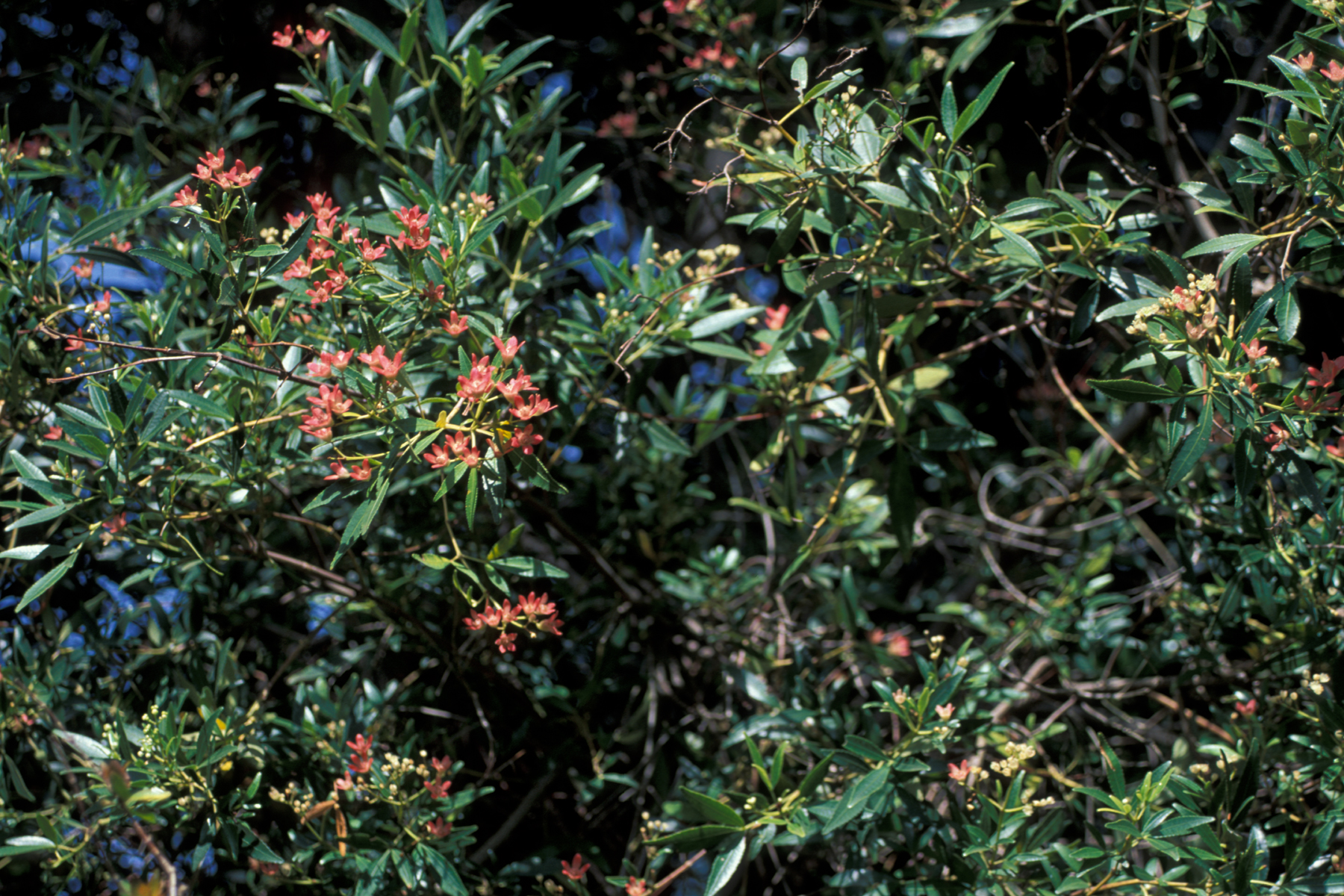
Ceratopetalum gummiferum

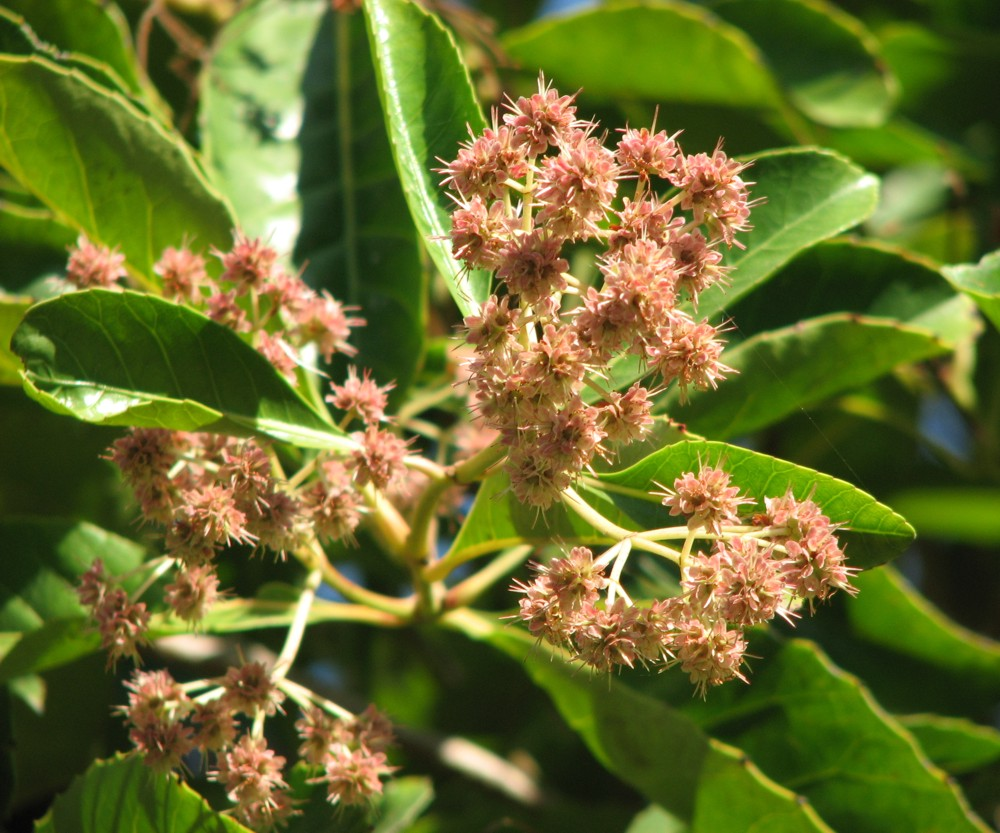
Blütenstände und Blätter von Pullea stutzeri

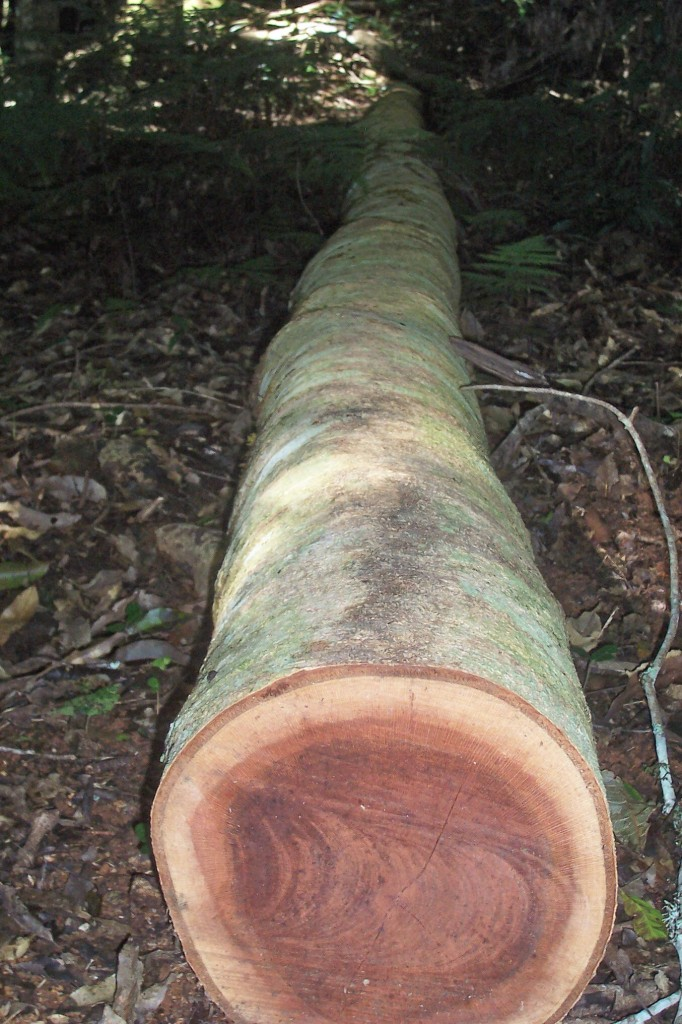
Gefällter Baumstamm von Schizomeria ovata

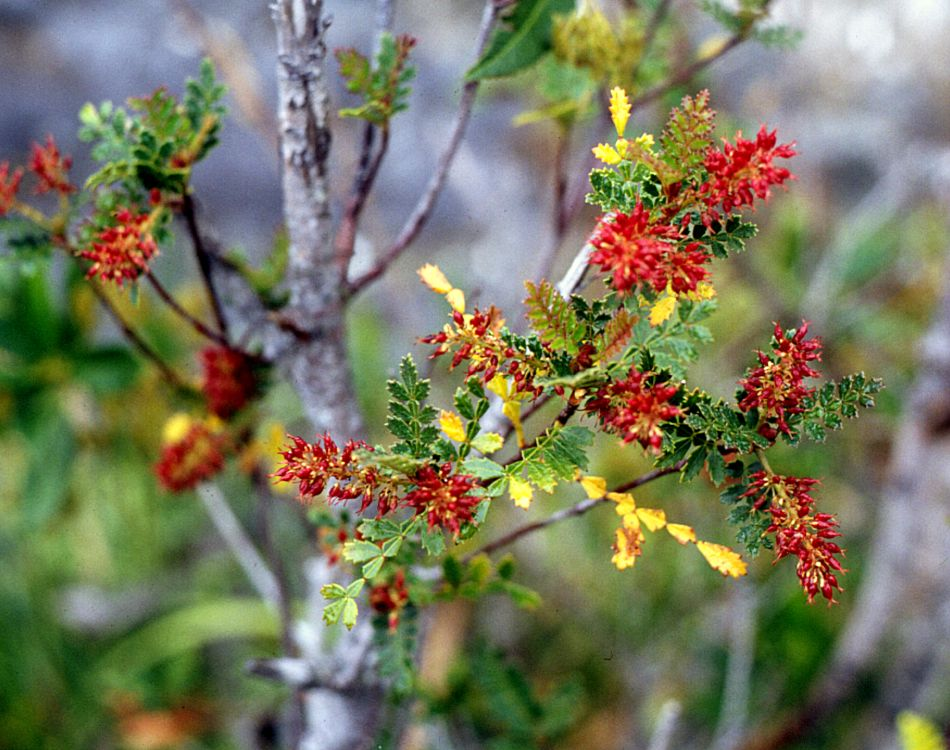
Zweige mit Früchten von Weinmannia trichosperma

## Systematik und Verbreitung
Die Familie Cunoniaceae wurde 1814 durch Robert Brown in A Voyage to Terra Australis, 2, S. 548 aufgestellt. Typusgattung ist Cunonia L. und damit auch Namensgeber der Familie Cunoniaceae. Der Gattungsname Cunonia ehrt den deutschen Juristen und Kaufmann Johann Christian Cuno (1708–1783).

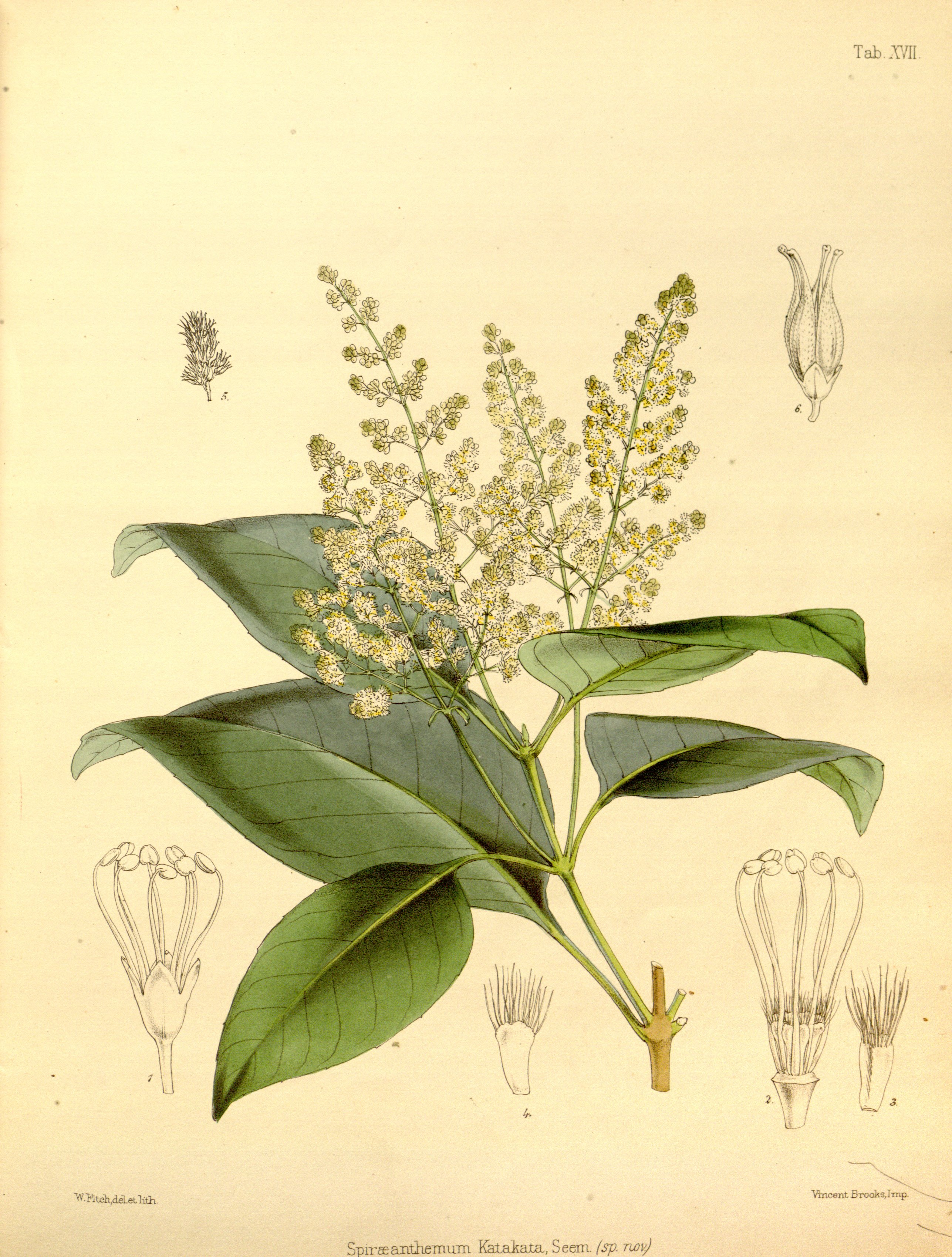
Illustration von Spiraeanthemum katakata

Die Arten der früheren Familien Baueraceae Lindl., Davidsoniaceae G.G.J.Bange und Eucryphiaceae Gay sind entsprechend APG IV in Cunoniaceae enthalten. Weitere Synonyme für Cunoniaceae R.Br. sind Belangeraceae J.Agardh, Callicomaceae J.Agardh und Codiaceae Tiegh.
Die Arten der Familie Cunoniaceae sind kommen in Australien, Neukaledonien, Neuguinea, Neuseeland, Südamerika, auf den Maskarenen und im südlichen Afrika (beispielsweise in der Capensis). Sie haben also eine Verbreitung, die dem Urkontinent Gondwana entspricht. Mehrere Gattungen besitzen ein stark disjunktes Areal auf verschiedenen Kontinenten, beispielsweise Cunonia in Südafrika und Neukaledonien oder Caldcluvia und die Scheinulmen (Eucryphia) sowohl in Australien wie im südlichen Südamerika. Das Areal von Caldcluvia reicht weiter nach Norden bis Ecuador und die Philippinen. Geissois hat Areale auf Fidschi im Pazifischen Ozean. Die Hauptverbreitung liegt in tropischen Gebieten zwischen 13 Grad nördlicher Breite und 35 Grad südlicher Breite.
In der Familie der Cunoniaceae gibt es (16 bis 27) etwa 23 Gattungen mit 280 bis 350 Arten:
- Acrophyllum Benth. (Syn.: Calycomis R.Br. ex Nees & Sinning): Je nach Autor gibt es nur eine einzige Art oder zwei Arten:
  - Acrophyllum australe (A.Cunn.) Hoogland: Es ist ein Endemit der Blue Mountains in New South Wales.[3]
- Aistopetalum Schltr.: Die zwei oder drei Arten kommen in Australien vor.
- Anodopetalum A.Cunn. ex Endl.: Es gibt nur eine Art:
  - Anodopetalum biglandulosum (Hook.) Hook. f.: Es ist ein Endemit im gemäßigten Regenwald des westlichen Tasmaniens.
- Bauera Banks ex Andrews: Die nur vier Arten kommen in Australien (Queensland, New South Wales, Victoria, Tasmanien, South Australia). Sie bildete alleine die ehemalige Familie Baueraceae.
- Caldcluvia D.Don (Syn.: Ackama A.Cunn., Betchea Schltr., Dichynchosia Müll. Berol. orth. var., Dirhynchosia Blume, Spiraeopsis Miq., Stollaea Schltr.):[4] Von den etwa zehn Arten kommen neun von den Philippinen bis Australien vor und eine Art in Südamerika.
- Callicoma Andrews: Es gibt nur eine Art:
  - Callicoma serratifolia Andrews: Sie kommt in den australischen Bundesstaaten New South Wales und Queensland vor.[3]
- Ceratopetalum Sm.: Die etwa sechs Arten kommen in Neuguinea und in den australischen Bundesstaaten New South Wales sowie Queensland.[3]
- Codia J.R.Forst. & G.Forst. (Syn.: Pfeifferago Kuntze): Die etwa 14 Arten kommen nur in Neukaledonien vor.
- Löffelbäume (Cunonia L., Syn.: Oosterdickia Boehm.): Mit großen löffelförmigen Nebenblättern, daher der Name. Die etwa 24 Arten kommen fast alle in Neukaledonien, nur eine in Südafrika vor.
- Davidsonia F.Muell.: Die zwei oder drei Arten kommen nur in den australischen Bundesstaaten New South Wales sowie Queensland vor.[3]
  - Davidsonia jerseyana (F.Muell. ex F.M.Bailey) G.J.Harden & J.B.Williams: Aus dem östlichen Australien.
- Scheinulmen (Eucryphia Cav.): Mit disjunktem Areal: zwei Arten in Chile, einer Art in Queensland, einer Art in New South Wales[3] sowie Victoria und zwei Arten in Tasmanien. Sie bildete alleine die ehemalige Familie Eucryphiaceae.
- Geissois Labill.: Die etwa 20 Arten kommen in Australien, Neukaledonien, Vanuatu und auf Fidschi vor.
- Gillbeea F.Muell.: Die etwa drei Arten kommen in Neuguinea und Australien. vor
- Hooglandia McPherson & Lowry: Sie wurde 2004 aufgestellt und es gibt nur eine Art:[5]
  - Hooglandia ignambiensis McPherson & Lowry: Sie kommt nur in Neukaledonien vor.[5]
- Lamanonia Vell. (Syn.: Belangera Cambess., Polystemon D.Don): Die etwa acht Arten sind in Südamerika verbreitet.
- Opocunonia Schltr.: Es gibt nur eine Art:[4]
  - Opocunonia nymanii (K.Schum.) Schltr.: Sie ist im östlichen Malesien von Neuguinea bis zum Bismarck-Archipel verbreitet.
- Pancheria Brongn. & Gris: Die etwa 26 Arten kommen nur in Neukaledonien vor.
- Platylophus D.Don (Syn.: Trimerisma C.Presl): Es gibt nur eine Art:
  - Platylophus trifoliatus D.Don: Sie kommt nur in Südafrika vor.
- Pseudoweinmannia Engl.: die nur zwei Arten kommen nur in den australischen Bundesstaaten New South Wales und Queensland.[3]
- Pullea Schltr.: Die etwa drei Arten kommen in Neuguinea, Australien und Fidschi.
- Schizomeria D.Don (Syn.: Cremnobates Ridl.): Die etwa 18 Arten kommen auf den Molukken, in Neuguinea und in Australien vor.
  - Schizomeria ovata D.Don: Aus dem östlichen Australien.
- Spiraeanthemum A.Gray (inkl. Acsmithia Hoogland): Die 19 Arten kommen in Malesien, im nordöstlichen Australien und auf pazifischen Inseln vor.
- Vesselowskya Pamp.: Es gibt seit 2001 zwei Arten nur in Australien.
- Weinmannia L. (Syn.: Arnoldia Blume, Leiospermum D.Don, Ornithrophus Bojer ex Engl., Pterophylla D.Don, Windmannia P.Browne): Die etwa 150 Arten sind in der Neotropis verbreitet.

## Fossilfunde
Tropidogyne wurde 2010 als Fossilgattung der Frühen Kreidezeit mit der Typusart Tropidogyne pikei K.L.Chambers, Poinar & R.T.Buckley aufgestellt. Die Merkmale lassen ein Einordnung in die Familie Cunoniaceae zu.

## Nutzung
Von einigen Arten werden die Früchte roh gegessen. Das Holz einiger Arten wird genutzt.

## Weitere Bilder
Kap-Löffelbaum (Cunonia capensis):

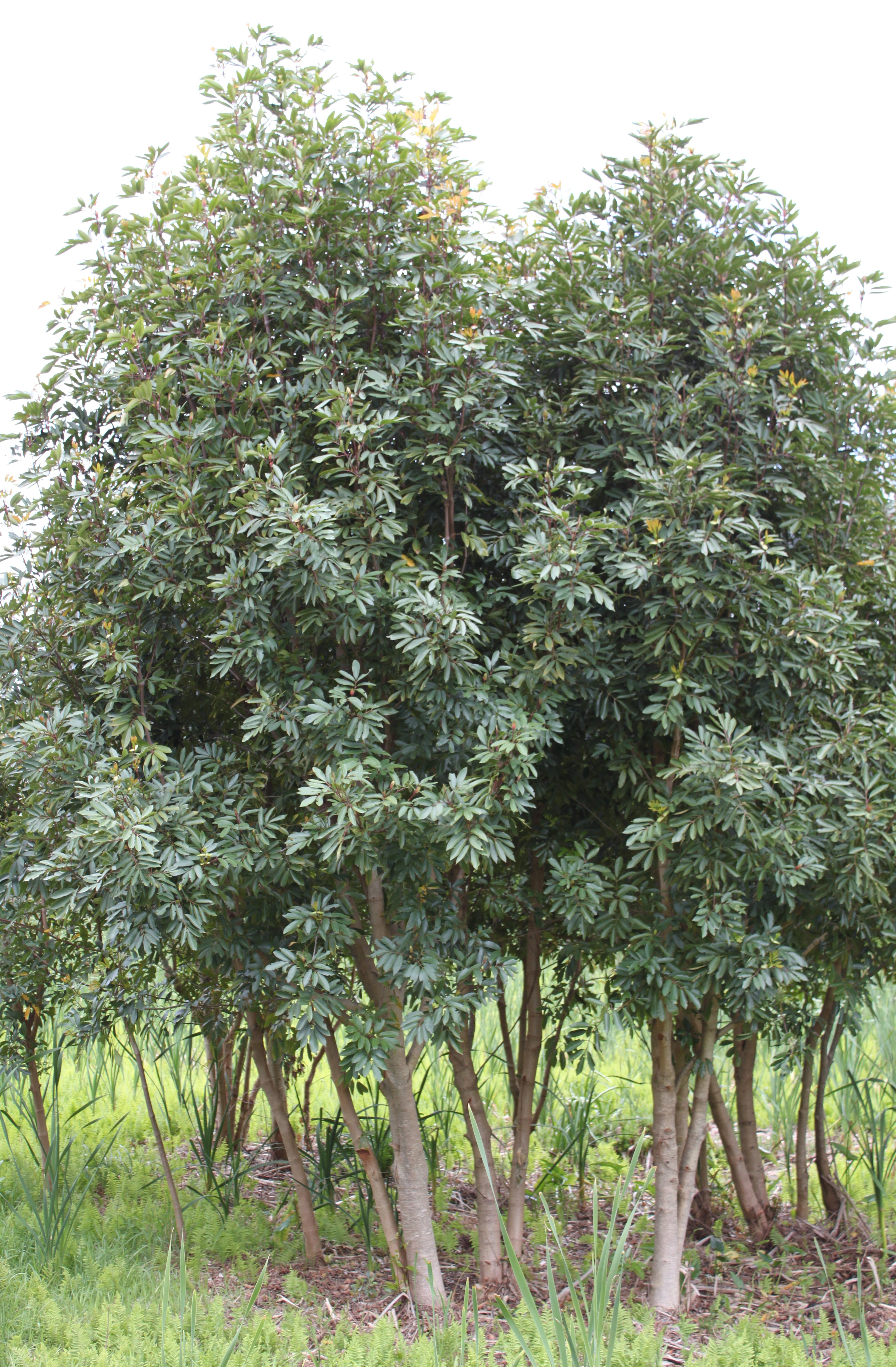
Habitus
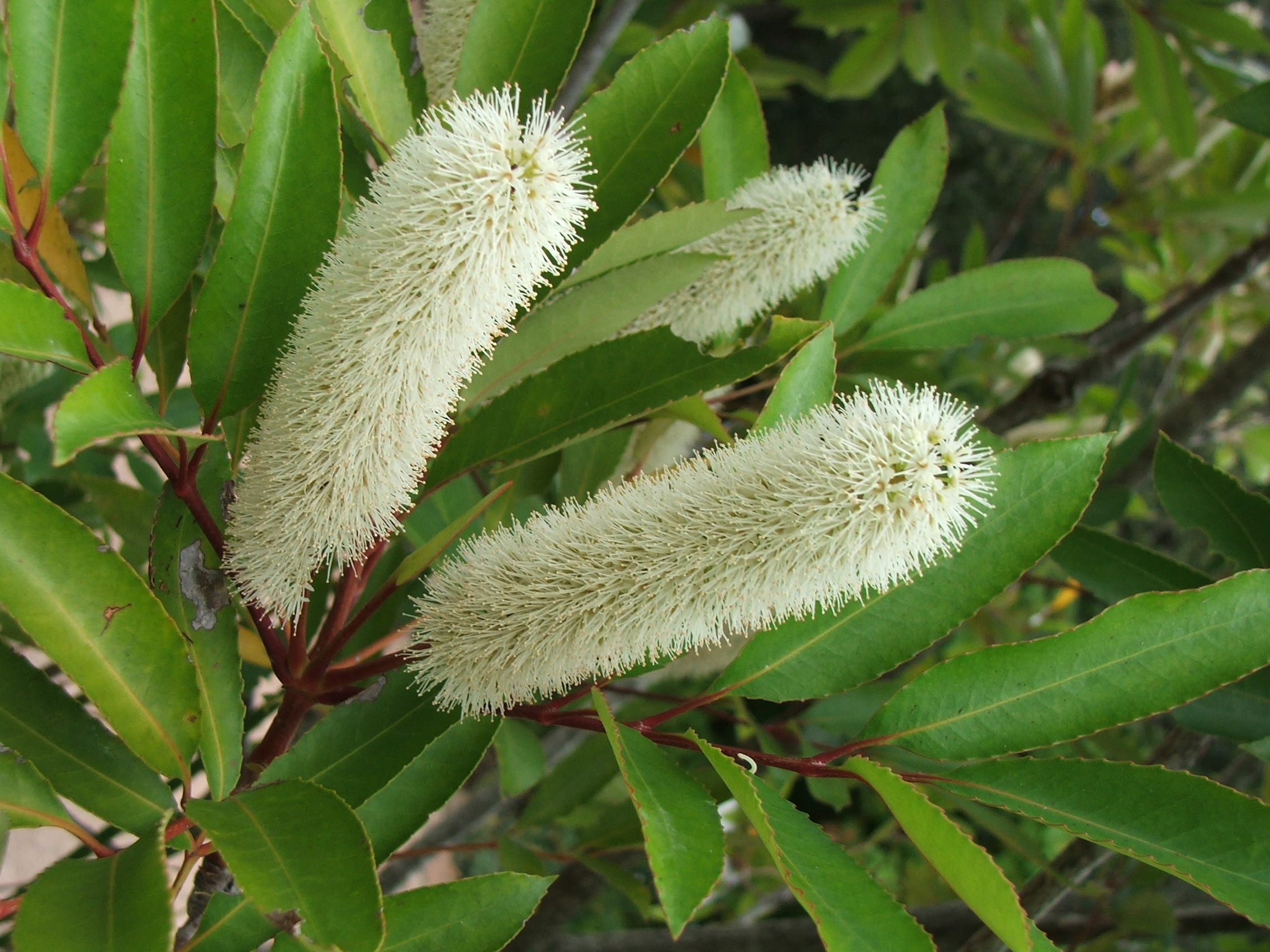
Blütenstände
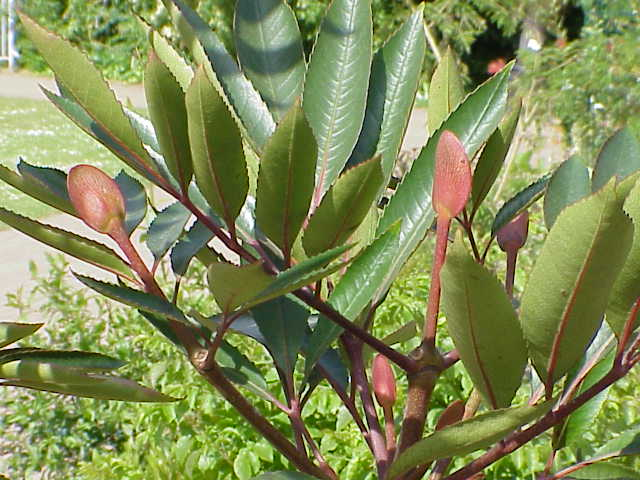
Gefiederte Laubblätter und große löffelförmige Nebenblätter

Weinmannia tinctoria:

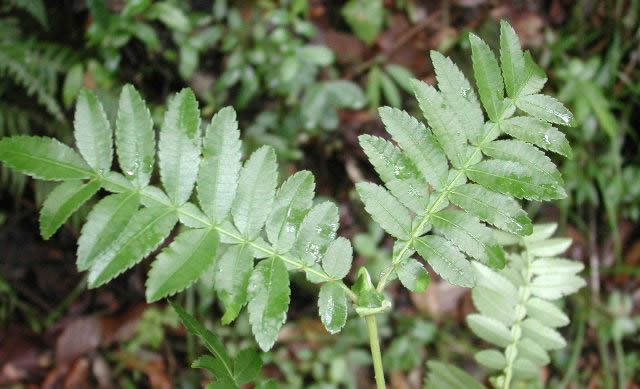
Gefiederte Laubblätter
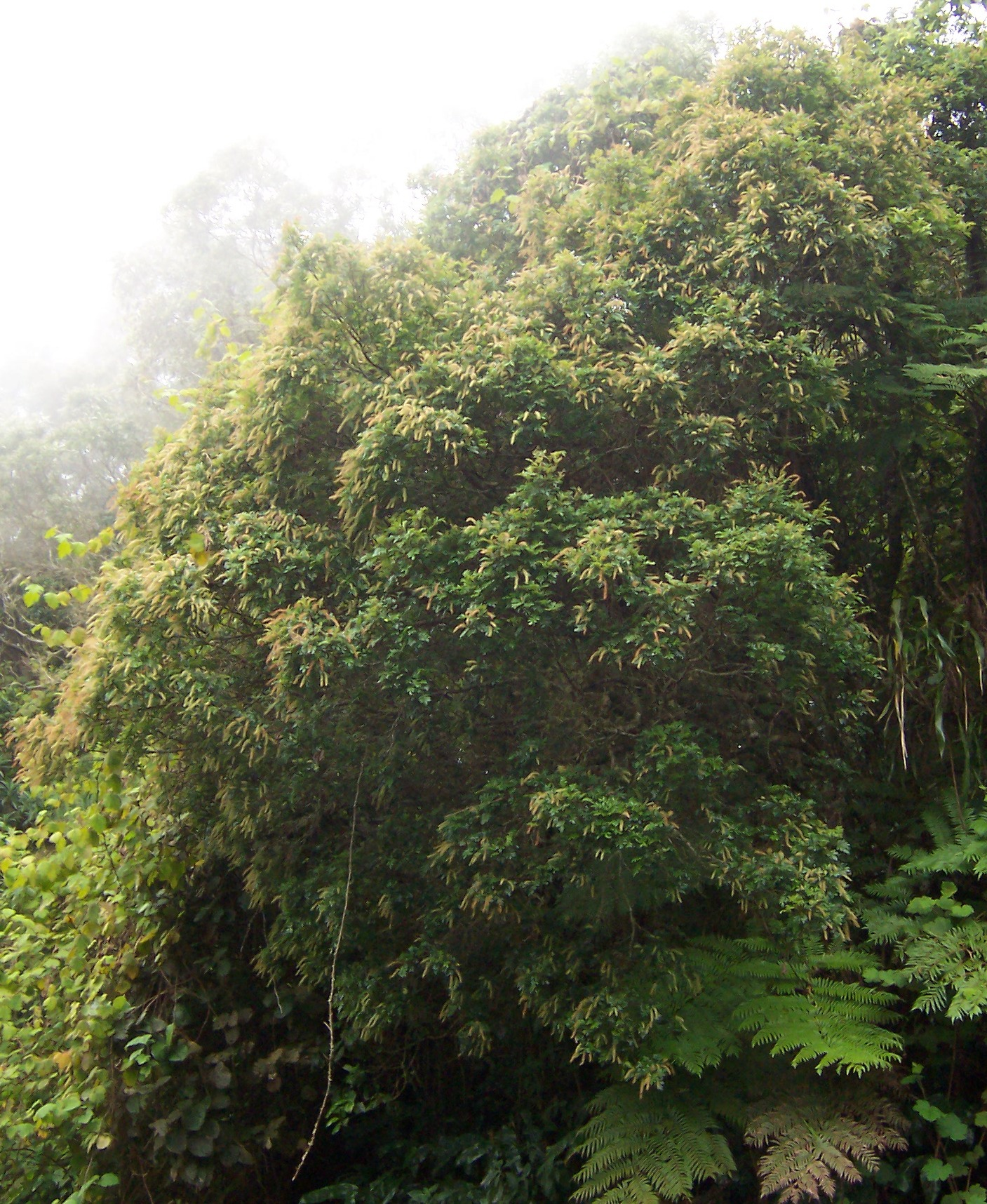
Habitus
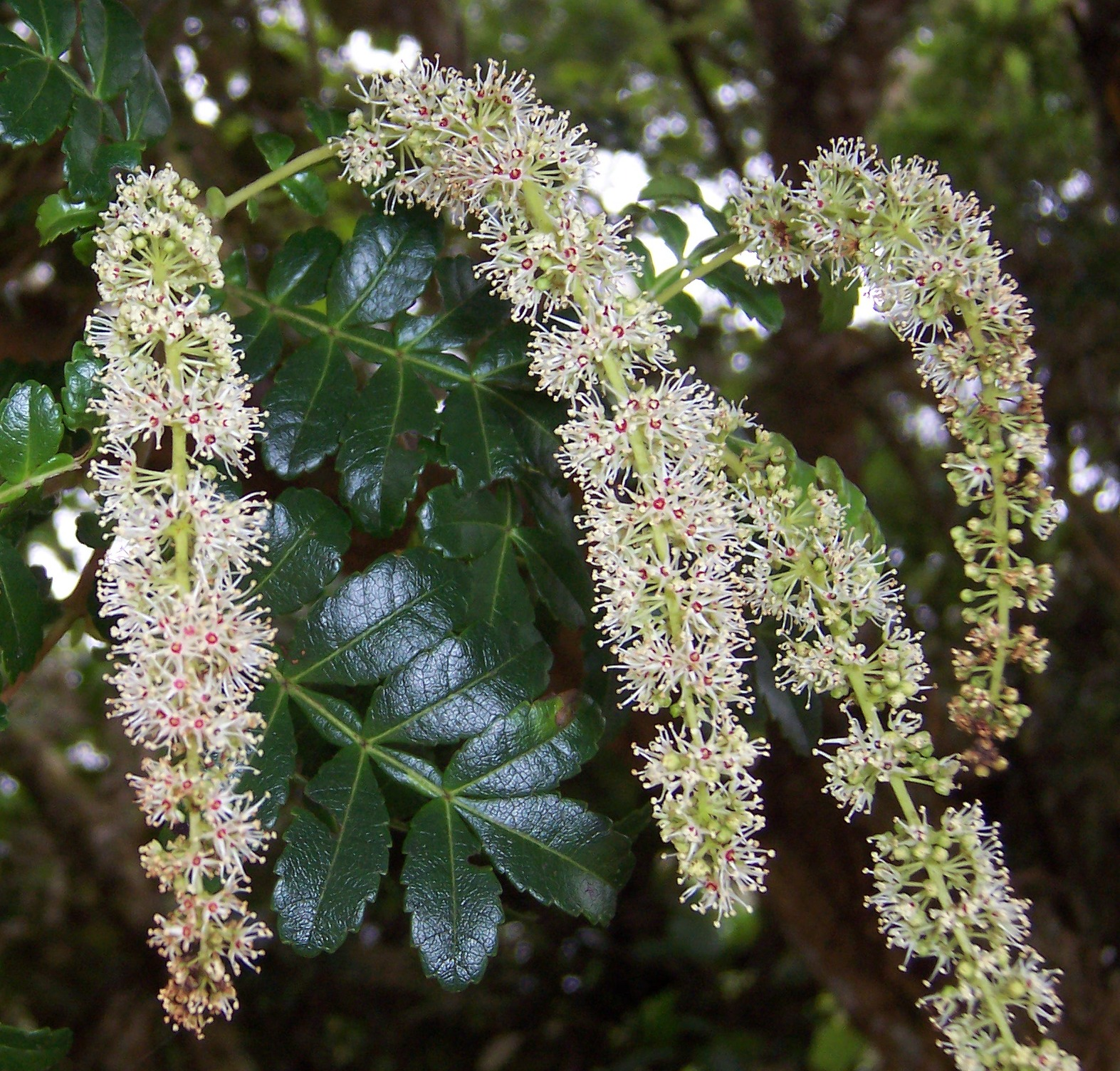
Traubige Blütenstände

## Weiterführende Literatur
- Y. Pillon, B. Fogliani: Evidence for a correlation between systematics and bioactivity in New Caledonian Cunoniaceae and its implications for screening and conservation. In: Pacific Science, Volume 63, 2009, S. 97–103. doi:10.2984/1534-6188(2009)63[97:EFACBS]2.0.CO;2